# Düppeler Forst

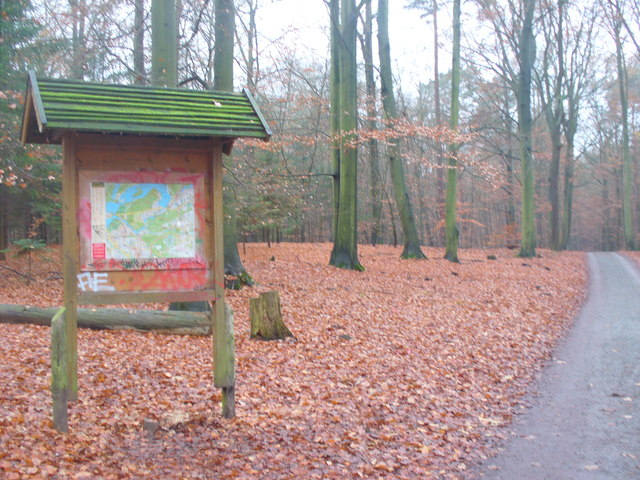
Düppeler Forst, Kurfürstenweg

Der Düppeler Forst (Berliner Forst Düppel) ist ein 1300 Hektar großes landeseigenes Waldgebiet im Südwesten Berlins. Es ist der kleinste der fünf bedeutenden Berliner Forsten. Es zerfällt in zwei Gebiete: zum einen der Forst der Ortslage Düppel zwischen dem ehemaligen Gut und dem ehemaligen Jagdschloss Dreilinden in den Ortsteilen Nikolassee und Wannsee, zum anderen das Waldgebiet auf der Insel Wannsee, das bis zur Eingemeindung nach Groß-Berlin im Jahr 1920 ein Teil des Potsdamer Forstes war und heute zum Ortsteil Wannsee gehört. Beide Gebiete tangieren sich auf kurzer Strecke entlang dem Griebnitz-Kanal zwischen Stölpchen- und Griebnitzsee.
Entsprechend dem sandigen Boden bestehen die forstwirtschaftlich genutzten Gehölzbestände aus Kiefernmischwäldern, die von Laubwäldern durchsetzt sind. Heute liegt der Hauptwert dieser Waldgebiete weniger in der Forstwirtschaft als in der Freizeitnutzung durch die Großstädter. Namentlich die auf der Insel Wannsee gelegenen Forstteile erstrecken sich auf landschaftlich reizvolle Gebiete zwischen der zweithöchsten natürlichen Erhebung Berlins, dem Schäferberg, und der Havel. Hier sind zahlreiche Freizeitangebote zwischen Kneipp- und Kultur-Pfaden eingerichtet worden, die vor Ort erläutert werden.
Der Schäferberg, auch Kilometerberg genannt, befindet sich im Düppeler Forst. Er ist eine natürliche Erhebung auf der Insel Wannsee beim Berliner Ortsteil Wannsee, Bezirk Steglitz-Zehlendorf. Mit 103,2 m ü. NHN ist er die fünfthöchste Erhebung in Berlin.
Der westliche Teil des Forstes ist seit 1992 der wesentliche Bestandteil des EU-Vogelschutzgebiets Westlicher Düppeler Forst.